# Супрахиазматическое ядро
Супрахиазматическое ядро (супрахиазмальное ядро, СХЯ, SCN; лат. nucleus suprachiasmaticus; название согласно международной анатомической терминологии — надперекрёстное ядро) — ядро передней области гипоталамуса. Супрахиазматическое ядро — главный генератор циркадных ритмов у млекопитающих, управляет выделением мелатонина в эпифизе и синхронизирует работу «биологических часов» организма. Активность нейронов СХЯ изменяется периодически в течение суток и подстраивается под внешние световые сигналы.
Внутренний цикл индивидуальных нейронов СХЯ не совпадает с 24-часовым циклом и может составлять у нейронов крыс от 20 до 28 часов, однако коллективно нейроны работают с периодом от 24 до 24,8 часов. Циркадные ритмы синхронизируются с 24-часовым световым циклом дня и ночи, световые сигналы подстраивают внутренних водителей ритма через ретиногипоталамический путь — моносинаптический путь от сетчатки к СХЯ. На синхронизацию могут влиять и другие сигналы, такие как температурные или пищевые.
С возрастом функции СХЯ как главного водителя ритма организма ухудшаются, как для индивидуальных нейронов, так и на уровне всей системы нейронов. Это нарушает циркадные ритмы при старении, вызывает нарушения сна. Разрушение СХЯ приводит к необратимой утрате циркадных ритмов.

## История
Интенсивное изучение супрахиазматического ядра как вероятного кандидата в регуляторы циркадных ритмов началось в 1972 году, когда две группы исследователей независимо друг от друга показали, что его разрушение ведёт к необратимой утрате циркадных ритмов у крыс. В другой работе в том же 1972 году было установлено, что сетчатка напрямую связана с этим ядром через ретиногипоталамический путь, который обеспечивает передачу световых сигналов в гипоталамус. В 1979 году было доказано, что супрахиазматическое ядро продолжает генерировать периодический сигнал даже будучи изолированным, при перерезании всех нейронных путей, обеспечивающих передачу внешних сигналов, как у свободных животных, так и in vitro.
Эксперименты, проведённые в 1980 годы, показали, что супрахиазматическое ядро способно к автономной периодической активности и управляет синхронизацией прочих систем организма. Циркадный ритм гетерозиготных тау-мутантных хомяков составляет 22 часа, а гомозиготных — 20 часов. Пересадка СХЯ от тау-мутантных хомяков к здоровым хомякам (дикий тип) приводила к тому, что циркадный ритм последних составлял 20 часов, и напротив, после пересадки СХЯ здоровых хомяков тау-мутантные хомяки начинали жить в стандартном 24-часовом ритме. В 1995 удалось зарегистрировать in vitro индивидуальные циркадные ритмы изолированных нейронов СХЯ. Эти эксперименты доказали, что биологические часы имеют генетическую основу, и в последующие годы были обнаружены гены и белки, определяющие ход биологических часов.

## Строение
Парное супрахиазматическое ядро расположено в основании переднего отдела гипоталамуса, дорсально по отношению к перекрёсту зрительных нервов по обеим сторонам третьего желудочка. Оно включает у мышей примерно 20000 нейронов (по 10000 в правом и левом ядрах) (у крыс, по другим данным, 16000) и примерно 100000 нейронов у человека. Объём супрахиазматического ядра человека составляет примерно 1 мм3. Морфологически его принято разделять на оболочку (дорсомедиальная часть) и ядро (вентролатеральная часть). В ядро приходят афферентные волокна, передающие световые сигналы. Оно содержит нейроны, выделяющие такие вещества, как вазоактивный интестинальный пептид, гастрин-высвобождающий пептид, нейротензин, нейропептид Y, вещество P и кальбиндин. Оболочка окружает ядро и включает нейроны, в основном выделяющие вазопрессин.
У разных видов, даже таких близких между собой, как мыши и крысы, строение и специализация нейронов супрахиазматического ядра могут иметь существенные особенности, и сама концепция разделения на ядро и оболочку может не в полной мере отражать его внутреннюю организацию. Различаются также морфология и функции ядер у мужских и женских особей.

## Циркадные эффекты
Различные организмы, такие как бактерии, растения, грибы и животные, демонстрируют генетически обусловленные почти 24-часовые ритмы. Хотя все эти часы, по-видимому, основаны на сходном типе генетической петли обратной связи, считается, что конкретные задействованные гены эволюционировали независимо в каждом царстве. Многие аспекты поведения и физиологии млекопитающих демонстрируют циркадную ритмичность, включая сон, физическую активность, бдительность, уровень гормонов, температуру тела, иммунную функцию и пищеварительную деятельность. СХЯ координирует эти ритмы по всему телу, и ритмичность теряется, если СХЯ разрушается. Например, общее время сна сохраняется у крыс с повреждением СХЯ, но продолжительность и время эпизодов сна становятся неустойчивыми. СХЯ поддерживает контроль по всему телу, синхронизируя «подчиненные осцилляторы», которые демонстрируют свои собственные почти 24-часовые ритмы и контролируют циркадные явления в местных тканях.
СХЯ получает информацию от специализированных светочувствительных ганглиозных клеток сетчатки через ретиногипоталамический тракт. Нейроны в вентролатеральной SCN (vlSCN) обладают способностью к индуцируемой светом экспрессии генов. Содержащие меланопсин ганглиозные клетки сетчатки имеют прямую связь с вентролатеральным SCN через ретиногипоталамический тракт. Когда сетчатка получает свет, vlSCN передает эту информацию по всему СХЯ, позволяя захватывать, синхронизировать суточные ритмы человека или животного с 24-часовым циклом в природе. Важность вовлечения организмов, включая людей, в экзогенные сигналы, такие как цикл света/темноты, отражается в нескольких нарушениях циркадного ритма сна, когда этот процесс не функционирует нормально.
Считается, что нейроны в дорсомедиальной SCN (dmSCN) имеют эндогенный 24-часовой ритм, который может сохраняться в условиях постоянной темноты (у людей в среднем около 24 часов 11 минут). ГАМК-ергический механизм участвует в соединении вентральной и дорсальной областей SCN.
СХЯ посылает информацию в другие ядра гипоталамуса и шишковидную железу для модуляции температуры тела и выработки таких гормонов, как кортизол и мелатонин.

## Другие сигналы от сетчатки

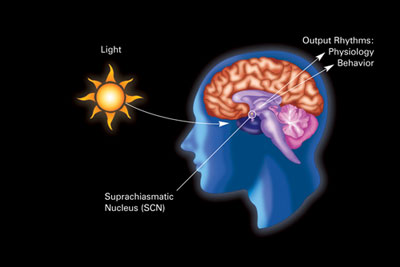
Вариация эскинограммы, показывающая влияние света и темноты на циркадные ритмы и связанную с ними физиологию и поведение через SCN у людей.

SCN является одним из многих ядер, которые получают нервные сигналы непосредственно от сетчатки.
Некоторые из других — латеральное коленчатое ядро (LGN), верхнее двухолмие, базальная зрительная система и претектум:
- LGN передает информацию о цвете, контрасте, форме и движении в зрительную кору и сама подает сигналы в SCN.
- Верхнее двухолмие контролирует движение и ориентацию глаза.
- Базальная оптическая система также контролирует движения глаз.
- Претектум контролирует размер зрачка.

### Обзоры
- van Esseveldt L. K. E. The suprachiasmatic nucleus and the circadian time-keeping system revisited (англ.) // Brain Research Reviews. — 2000. — P. 34–77. — doi:10.1016/S0165-0173(00)00025-4. — PMID 10967353.
- Morin L. P., Allen C. N. The circadian visual system (англ.) // Brain research reviews. — 2005. — No. 51. — P. 1–60. — doi:10.1016/j.brainresrev.2005.08.003. — PMID 16337005.
- Welsh D. K., Takahashi J. S., Kay S. A. Suprachiasmatic Nucleus: Cell Autonomy and Network Properties (англ.) // Annual Review of Physiology. — 2010. — Vol. 72. — P. 551–577. — doi:10.1146/annurev-physiol-021909-135919. — PMID 20148688.
- Bailey M., Silver R. Sex differences in circadian timing systems: implications for disease (англ.) // Frontiers in neuroendocrinology. — 2014. — Vol. 35. — P. 111–139. — doi:10.1016/j.yfrne.2013.11.003. — PMID 24287074.